# Antíoco V Eupátor
Antíoco V Eupátor de la dinastía Seléucida, fue rey de Siria desde c. 164 a. C.-162 a. C. Sucedió a su padre Antíoco IV Epífanes, cuando tenía solo 9 años de edad. Fue regente el general Lisias,nombrado ya al final del reinado anterior. Sin embargo, Lisias fue desafiado por otros generales y colocado en difícil tesitura.
Para complicar más la situación, su primo Demetrio, hijo de Seleuco IV Filopátor, logró ser reconocido por el senado romano tras varios intentos infructuosos. Roma esperaba así lograr un mejor control del estado seléucida.
En 163 a. C., Lisias derrotó a Judas Macabeo, firmando un convenio por el que garantizaba la libertad de observar la Ley a los judíos,a cambio de entregar el templo fortificado de Monte Sion, y el compromiso de mantener la paz.
En 162 a. C. una embajada romana viaja a las ciudades de Siria para comprobar el estado del muy debilitado ejército seléucida. En efecto, carecía de barcos de guerra y de elefantes, de acuerdo con las condiciones de la paz de Apamea tras la derrota de su abuelo. Durante la visita, resultó asesinado el enviado Cneo Octavio en Laodicea.
En ese mismo año, Demetrio escapó de Roma y fue recibido en Siria como verdadero rey, proclamándose con el título de Demetrio I Sóter. Antíoco V y Lisias fueron derribados por el usurpador y ejecutados.